# Geocapromys thoracatus
Хутія Лебединих островів (Geocapromys thoracatus) — вид гризунів родини Хутієвих. Представників цього виду не бачили з початку 1950-х років. Був ендемічним для Лебединих островів, Гондурас. Вимерли, або майже вимерли через хижацтво з боку кішок, які були сюди випущені до 1960-х років.

## Етимологія
Видова назва грец. θωρακας — «нагрудний знак» вказує на поперечну смугу хутра кремового забарвлення на грудях, яка характерна для цього виду.

## Зовнішня морфологія
Голова з тілом завдовжки 330—350 мм. Вуха порівняно з іншими видами цього роду великі. Хутро зверху сіро-коричневе, на животі світло-коричневе. Більшість волосинок на спині світло-коричнева з коричнево-рудою основою, але упереміш із довгими темно-коричневими волосками, особливо по центру спини. Волоски завдовжки 20-25 мм. На боках, які світліші ніж спина і темніші ніж живіт, темно-коричневі спинні волоски дають шлях власне коричневим. 8-10 тонких вібрісів завдовжки 50 мм. Вуха порівняно великі й, здається, майже голі, хоча зовнішні та внутрішні поверхні мають розріджене покриття з надзвичайно коротких тонких волосків. Китиці на вухах відсутні. Хвіст короткий, приблизно рівний довжині задніх ніг, і з мізерним покриттям довгими темно-коричневими волосками. Молочних залоз дві з кожного боку, розташовані приблизно посередині на грудній клітці. Статевий диморфізм не виявлений, але самці трохи більші.

## Середовище проживання
Вид Geocapromys thoracatus відомий з Малого лебединого острову. Це крихітний (2 км².), віддалений (відстань до найближчого берега 180 км) острівець на північно-заході Карибського моря, утворений піднятими коралових вапняків. Хоча Великий лебединий острів розташований всього за 0,5 км на захід від Малого і вкритий пишнішою рослинністю, немає ніяких доказів проживання цього виду на ньому. Плато острова густо вкрите невисокими деревами, колючими чагарниками і кактусами, які формують низький навіс над вкритою гострими тріщинами, глибоко еродованою вапняною поверхнею. Тому тварини не мають можливості рити нори і вони живуть у зубчастих тріщинах у коралової породи. Як і інші представники виду Geocapromys thoracatus травоїдний.